# Орловский (Колыванский район)
Орло́вский — посёлок в Колыванском районе Новосибирской области. Входит в состав Калининского сельсовета.

## География
Площадь посёлка — 14 гектаров.

## Население
| 2002 | 2007 | 2010 |
| ---- | ---- | ---- |
| 45   | ↘31  | ↘12  |

## Инфраструктура
В посёлке по данным на 2007 год отсутствует социальная инфраструктура.